# Nowe Koszary
Nowe Koszary (ukr. Нові Кошари, Nowi Koszary) – wieś na Ukrainie, w obwodzie wołyńskim, w rejonie kowelskim. W 2001 roku liczyła 158 mieszkańców.
W pobliżu, we wsi Perewisie jest przystanek kolejowy Nowe Koszary.